# Presidenti della Provincia di Campobasso
Elenco dei presidenti dell'amministrazione provinciale di Campobasso.

## Regno d'Italia (1861-1946)

### Presidenti del Consiglio provinciale (1860-1928)
- Tommaso De Francesco (1861-1862)
- Annibale Agostinelli (1863)
- Francesco Saverio Sabelli (1864)
- Diego Iacampo (1865)
- Francesco Saverio Sabelli (1866)
- Diego Iacampo (1867-1872)
- Gennaro Sipio (1873)
- Diego Iacampo (1874-1877)
- Baldassarre Colavita (1878)
- Nicola Falconi (1879)
- Diego Iacampo (1880-1881)
- Nicola Falconi (1882-1900)
- Enrico Ferrara (1901)
- Michele De Gaglia (1902-1905)
- Edoardo Cimorelli (1906-1914)
- Michele Pietravalle (1915-1923)
- Michele Romano (1924-1926)
- Gaetano Iamiceli (1927-1928) – Commissario

### Presidenti della Deputazione provinciale (1889-1928)
| Nº | Nº | Ritratto | Nome              | Mandato | Mandato | Partito |
| Nº | Nº | Ritratto | Nome              | Inizio  | Fine    | Partito |
| -- | -- | -------- | ----------------- | ------- | ------- | ------- |
| 1  |    |          | Achille De Gaglia | 1889    | 1893    | ?       |
| 2  |    |          | Filomeno Zappone  | 1893    | 1906    | ?       |
| 3  |    |          | Michele Testa     | 1906    | 1911    | ?       |
| 4  |    |          | Angelo Del Lupo   | 1911    | ?       | ?       |

### Presidi del Rettorato (1928-1943)
| Nº | Nº | Ritratto | Nome                              | Mandato | Mandato | Partito                    |
| Nº | Nº | Ritratto | Nome                              | Inizio  | Fine    | Partito                    |
| -- | -- | -------- | --------------------------------- | ------- | ------- | -------------------------- |
| 1  |    |          | Pasquale Cimino                   | 1928    | 1929    | Partito Nazionale Fascista |
| 2  |    |          | Michelangelo De Santis            | 1929    | 1930    | Partito Nazionale Fascista |
| –  |    |          | Michele De Robertis (Commissario) | 1931    | 1931    | —                          |
| 3  |    |          | Guglielmo Josa                    | 1931    | 1934    | Partito Nazionale Fascista |
| 4  |    |          | Mario Baranello                   | 1934    | 1938    | Partito Nazionale Fascista |
| 5  |    |          | Domenico Trotta                   | 1938    | 1943    | Partito Nazionale Fascista |

## Italia repubblicana (dal 1946)

### Presidenti della Deputazione provinciale (1943-1951)
| Nº | Nº | Ritratto | Nome             | Mandato | Mandato | Partito |
| Nº | Nº | Ritratto | Nome             | Inizio  | Fine    | Partito |
| -- | -- | -------- | ---------------- | ------- | ------- | ------- |
| 1  |    |          | Eugenio Grimaldi | 1943    | 1951    |         |

### Presidenti della Provincia (dal 1951)

#### Eletti dal Consiglio provinciale (1951-1995)
| Nº | Nº            | Ritratto      | Nome                 | Mandato        | Mandato        | Partito                     |
| Nº | Nº            | Ritratto      | Nome                 | Inizio         | Fine           | Partito                     |
| -- | ------------- | ------------- | -------------------- | -------------- | -------------- | --------------------------- |
| 1  |               |               | Andrea Valletta      | 1952           | 1952           |                             |
| 2  |               |               | Domenico Zampini     | 1952           | 1970           | Democrazia Cristiana        |
| 3  |               |               | Eliseo Sciarretta    | 1970           | 1975           | Democrazia Cristiana        |
| 4  |               |               | Bruno Manes Gravina  | 1975           | 1978           | Democrazia Cristiana        |
| 5  |               |               | Vittorio Vincelli    | 1978           | 1980           | Democrazia Cristiana        |
| 6  |               |               | Enzo Di Tempora      | 1980           | 1982           | Democrazia Cristiana        |
| 7  |               |               | Antonio Sappracone   | 1982           | 1984           | Democrazia Cristiana        |
| 8  |               |               | Nicolino De Rubertis | 1984           | 1985           | Partito Socialista Italiano |
| 9  |               |               | Antonio Macchiarola  | 1985           | 20 luglio 1987 | Democrazia Cristiana        |
| 10 |               |               | Antonio Chieffo      | 20 luglio 1987 | 21 marzo 1990  | Democrazia Cristiana        |
| 10 | 6 agosto 1990 | 8 maggio 1995 | Antonio Chieffo      |                |                | Democrazia Cristiana        |

#### Eletti direttamente dai cittadini (1995-2016)
| Nº   | Ritratto       | Ritratto         | Nome                                               | Mandato        | Mandato           | Partito                                     | Elezione                        |
| Nº   | Ritratto       | Ritratto         | Nome                                               | Inizio         | Fine              | Partito                                     | Elezione                        |
| ---- | -------------- | ---------------- | -------------------------------------------------- | -------------- | ----------------- | ------------------------------------------- | ------------------------------- |
| (10) |                |                  | Antonio Chieffo                                    | 8 maggio 1995  | 14 giugno 1999    | Partito Popolare Italiano                   | 1995                            |
| (10) | 14 giugno 1999 | 23 novembre 2001 | Antonio Chieffo                                    | 1999           |                   | Partito Popolare Italiano                   |                                 |
| –    |                |                  | Pasquale Piccoli (Vicepresidente facente funzioni) | 1999           | 23 novembre 2001  | 11 giugno 2002                              | Indipendente di centro-sinistra |
| 11   |                |                  | Augusto Massa                                      | 11 giugno 2002 | 24 febbraio 2006  | Democratici di Sinistra                     | 2002                            |
| 12   |                |                  | Nicola D'Ascanio                                   | 30 maggio 2006 | 26 maggio 2011    | Democratici di Sinistra Partito Democratico | 2006                            |
| 13   |                |                  | Rosario De Matteis                                 | 26 maggio 2011 | 1º settembre 2016 | Il Popolo della Libertà Forza Italia        | 2011                            |

#### Eletti dai sindaci e consiglieri della provincia (dal 2016)
| Nº | Nº | Ritratto | Nome                                              | Mandato           | Mandato          | Partito                         | Elezione |
| Nº | Nº | Ritratto | Nome                                              | Inizio            | Fine             | Partito                         | Elezione |
| -- | -- | -------- | ------------------------------------------------- | ----------------- | ---------------- | ------------------------------- | -------- |
| 14 |    |          | Antonio Battista                                  | 1º settembre 2016 | 11 giugno 2019   | Partito Democratico             | 2016     |
| –  |    |          | Simona Contucci (Vicepresidente facente funzioni) | 11 giugno 2019    | 3 settembre 2019 | Partito Democratico             | 2016     |
| 15 |    |          | Francesco Roberti                                 | 3 settembre 2019  | 7 agosto 2023    | Forza Italia                    | 2019     |
| –  |    |          | Orazio Civetta (Vicepresidente facente funzioni)  | 7 agosto 2023     | 5 novembre 2023  | Indipendente di centro-destra   | 2019     |
| 16 |    |          | Giuseppe Puchetti                                 | 5 novembre 2023   | in carica        | Indipendente di centro-sinistra | 2023     |